# Georg II. (Württemberg-Mömpelgard)

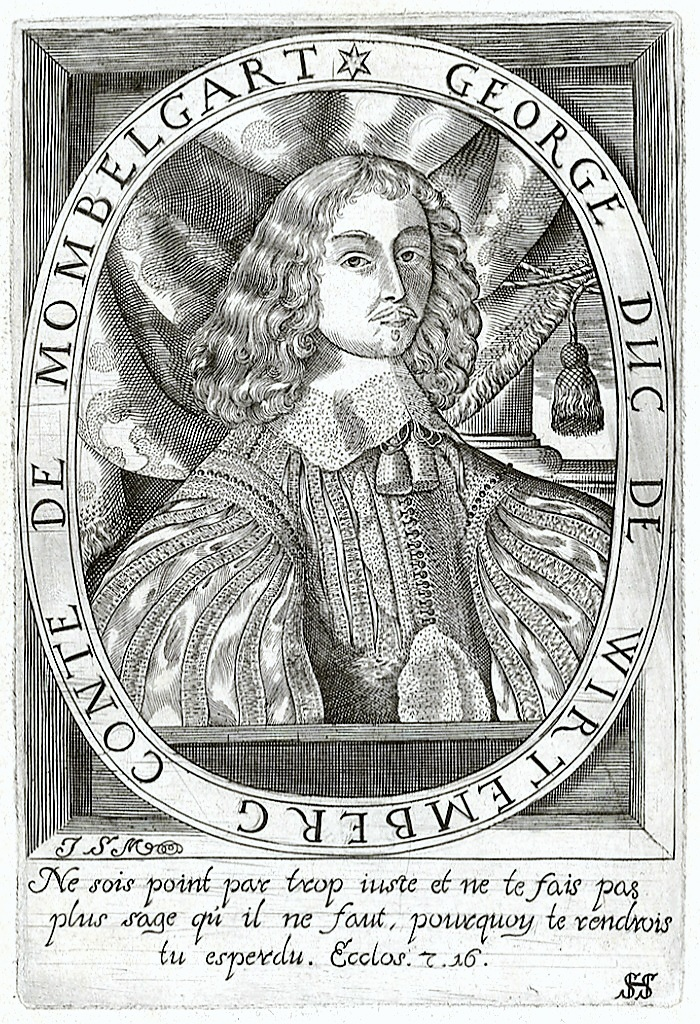
Georg II., Herzog zu Württemberg-Mömpelgard

Georg II. von Württemberg-Mömpelgard (* 5. Oktober 1626 in Mömpelgard; † 1. Juni 1699 ebenda) war Herzog von Württemberg-Mömpelgard.

## Leben
Georg II. war ein Sohn des Herzogs Ludwig Friedrich von Württemberg-Mömpelgard (1586–1631) aus dessen zweiter Ehe mit Anna Eleonora (1602–1685), Tochter des Grafen Johann Kasimir von Nassau-Saarbrücken-Weilburg zu Gleiberg (1577–1602) und der Elisabeth von Hessen-Darmstadt (1579–1655). Er folgte 1662 seinem älteren Halbbruder Leopold Friedrich als Herzog von Württemberg-Mömpelgard.
1676 wurde Mömpelgard durch französische Truppen Ludwigs XIV. besetzt, der versuchte, im Rahmen seiner Eroberungspolitik württembergische linksrheinische Besitzungen unter seine Kontrolle zu bringen. Georg floh aus seinem Land; 1684 erhielt er die Möglichkeit zur Rückkehr, weigerte sich aber, die Oberlehnsherrschaft Frankreichs anzuerkennen. Das Land wurde deshalb bis 1698 durch Georgs Cousin Friedrich Karl administriert. Nach dessen Tod kehrte Georg schließlich nach Mömpelgard zurück und starb im Jahr darauf.

## Ehe und Nachkommen
Am 9. März 1648 heiratete der Herzog in Mömpelgard Anne de Coligny (1624–1680), Tochter des Gaspard III. de Coligny und Schwester des Marschalls von Frankreich Gaspard IV. de Coligny. Mit ihr hatte er folgende Kinder:
- Otto Friedrich (1650–1653)
- Henriette (1654–1680)
- Eleonore Charlotte (1656–1743)

⚭ 1672 Herzog Sylvius Friedrich von Württemberg-Oels (1651–1697)
- Konrad Ludwig (1658–1659)
- Anna (1660–1733)
- Elisabeth (1665–1726)

⚭ 1689 Herzog Friedrich Ferdinand von Württemberg-Weiltingen (1654–1705)
- Hedwig (1667–1715)
- Leopold Eberhard (1670–1723), Herzog von Württemberg-Mömpelgard

⚭ 1. 1695–1714 Anna Sabine von Hedwiger, „Gräfin von Sponeck“ (1676–1735)
⚭ 2. 1718 Elisabeth Charlotte Curie, „Frau von l’Esperance“ (1684–1733)